# Goatreich – Fleshcult
Goatreich - Fleshcult – szósty pełnometrażowy album blackmetalowego zespołu Belphegor. Został wydany w 2005 roku przez wytwórnię Napalm Records.
7 utwór zamieszczony w albumie ukazał się już wcześniej w 2002 na koncertowym albumie zespołu pt. "Infernal Live Orgasm"

## Lista utworów
1. "The Cruzifixus"
2. "Anus Dei"
3. "Bleeding Salvation"
4. "Fornicationium Et Immundus Diabolus"
5. "Sepulture Of Hypocrisy"
6. "Goatreich - Fleshcult"
7. "Swarm Of Rats"
8. "Kings Shall Be Kings"
9. "The Crown Massacre"
10. "Festum Asinorium /Chapt.2"